# Atanazy III (patriarcha Jerozolimy)
Atanazy III – prawosławny patriarcha Jerozolimy w XIV wieku (wybrany przed 1313 r., zakończył sprawowanie urzędu przed 1334 r.).